# Laurent Courtois
Laurent Courtois (Lyon, 11 september 1978) is een voormalig Franse voetballer (middenvelder) die zijn carrière in 2014 afsloot als speler-trainer bij Los Angeles Galaxy II uit de USL Pro. Voordien speelde hij onder andere voor Toulouse FC, West Ham United, Los Angeles Galaxy en Levante UD. Op 15 augustus maakte hij bekend dat hij stopte met het spelen van professioneel voetbal en terugkeerde naar Frankrijk om daar zijn trainersvergunning te behalen.